# Neanderkirche
Neanderkirche ist der Name einiger Kirchen, die nach Joachim Neander (1650–1680) benannt wurden. Er war „Rector der reformierten Lateinschule zu Düsseldorf“ in der Zeit von 1674 bis 1679 und ist Komponist und Dichter wichtiger Kirchenlieder, die rund um die Welt in den meisten Kirchen bekannt sind (Lobe den Herren, den mächtigen König der Ehren; Wunderbarer König…).
Kirchen, die nach Joachim Neander benannt wurden:
- Neanderkirche (Düsseldorf)
- Neanderkirche (Erkrath)